# Eternia (Masters of the Universe)
Eternia è un pianeta immaginario, ambientazione principale della serie a cartoni animati e della linea di giocattoli Masters of the Universe.

## Storia

### Origini
Secondo quanto accordato nell'episodio 36 della serie animata degli anni ottanta, ed il film I dominatori dell'universo Eternia si trova al centro dell'universo. Al centro del pianeta si trova lo Star Seed, l'ultimo residuo della creazione dell'universo. Ottenere tale oggetto garantirebbe un potere infinito al suo possessore. Skeletor appena scoprì tale informazione tentò immediatamente di recuperarlo, ma He-Man ne venne in possesso prima, e riuscendo a resistere alla sua influenza corruttiva, lo consegnò a Zodac, che lo mise al sicuro. In un altro episodio viene rivelato che Eternia esiste come giuntura fra diverse dimensioni, e ciò spiegherebbe il perché sul pianeta valgano sia le leggi della scienza che quelle della magia.

### Preistoria
L'età preistorica di Eternia è conosciuta come "Preternia". Sembra che il pianeta all'epoca fosse abitato da mostri simili a dinosauri, giganti e uomini delle caverne.
Secondo la guida ufficiale della serie della Filmation, Eternia ha un incredibile avanzamento tecnologico a cui si è giunti attraverso secoli di barbarie, illuminati dallo sviluppo scientifico.
Alcune delle antiche civiltà di Eternia possedevano tecnologie molto avanzate, che si sono lasciati dietro diverse rovine, ancora visibili, ed alcuni artefatti. Una di queste civiltà erano gli Osirians, simili agli antichi egiziani, che vivevano presso le sabbie del tempo.
L'essere più antico di Eternia è un enorme albero senziente chiamato "Skytree". La seconda creatura più vecchia invece è Granamyr, imperatore dei dragoni di Darksmoke, che ha sempre invidiato lo status di Skytree.
I primi progetti del film I dominatori dell'universo, principalmente ambientato sulla Terra, rivelano che gli Eterniani sono diretti discendenti dei terrestri, e vedevano rinvenire dai protagonisti una navicella spaziale della NASA e una bandiera degli Stati Uniti nel Castello di Grayskull, fornendo una spiegazione al perché gli umani siano arrivati su Eternia attraverso una spedizione spaziale. Questa scena è stata utilizzata nell'adattamento a fumetti del film.

### Il castello di Grayskull
Nella serie originale, il castello di Grayskull era una fortezza, fonte di mistero e potere, dal quale era possibili controllare l'intero universo. Almeno una volta, esso è stato descritto come ricettacolo di conoscenze antiche e potere. A parte ciò, non viene rivelato molto relativamente alle origini del castello nella serie originale.
Nella serie del 2002 He-Man and the Masters of the Universe viene spiegato che all'interno del castello di Grayskull si trova l'orbe del potere, un oggetto in grado di richiamare il potere e la conoscenza del concilio degli anziani. È anche il posto in cui il potere della spada di re Grayskull è stato sigillato, fino a che non ne è entrato in possesso il principe Adam. Questa spada contiene la vera essenza della forza e del coraggio del re Grayskull, e permette al suo possessore di richiamare a sé questi attributi.
Secondo entrambe le serie, il castello di Grayskull è protetto da un potente guardiano. Tipicamente, questa persona è una donna che si fa chiamare Sorceress, che può uscire materialmente dal castello solo sotto forma di falco. In questa forma Sorceress viene chiamata Zoar.

### Eternia moderna
L'idea originale di Eternia, era un mondo dalla civilizzazione barbarica, ma dotata di una tecnologia avanzata e di poteri magici. Nella serie animata, l'idea fu sensibilmente cambiata, ed il passato di Eternia fu ampliato. Nel mondo di Eternia, vivono un'incredibile quantità di forme di vita, che vanno da mostri a razze senzienti, incluse forme non umanoidi e civiltà nascoste.
Location in Eternia, visitati di frequente nel corso della serie sono il castello di Grayskull, la foresta sempre verde, la giungla, il palazzo reale e la "montagna del Serpente". È da notare che sembra ci siano molti pochi posti "moderni" o contemporanei su Eternia. Molte città e castelli, se non tutti, sono molto antichi.
Nella serie del 2002, il pianeta sembra avere due distinte regioni: l'"emisfero del buio" e l'"emisfero della luce". Nel corso degli episodi Sorceress spiega che molto tempo prima Hordak creò l'emisfero del buio per poter far crescere e diventare più forte il proprio esercito. Sfortunatamente, l'incantesimo era ben oltre la possibilità di Hordak, che ne perse il controllo, e finì per distruggere gran parte di Eternia. In tempi più recenti, Skeletor ha reso l'emisfero del buio di proprio dominio, rendendolo un posto pericoloso ed insidioso.
Capitale di Eternia è Eternos City, luogo in cui si trova il palazzo reale in cui abitano il re Randor, la regina Marlena e il principe Adam.

### La montagna del serpente
È il nascondiglio segreto di Skeletor. Nella versione Filmation, originariamente, era il quartier generale degli Horde.